# Naufragio della petroliera Haven
Il naufragio della petroliera Haven è stato un grave incidente marittimo avvenuto l'11 aprile 1991 nel tratto di mare davanti a Arenzano e causato da una grande esplosione avvenuta a bordo della superpetroliera VLCC Haven. Nell'incidente morirono quattro membri dell'equipaggio e il comandante.
Attualmente il relitto si trova su un fondale di circa 80 metri nelle acque antistanti Arenzano. Si tratta del più grande relitto visitabile da subacquei del Mediterraneo, e uno dei più grandi al mondo. L'affondamento causò la perdita di migliaia di tonnellate di petrolio.

## L'incidente
L'11 aprile 1991 alle 12:30, durante un'operazione di travaso di greggio dalla stiva 1 (a prua) alla stiva 3 (al centro della nave), forse per il malfunzionamento di una pompa, si verificò un'esplosione che fece saltare cento metri di coperta nella parte prodiera, in un tratto di mare profondo 94 metri davanti a Voltri, quartiere posto all'estremità di ponente di Genova.
Durante la notte la nave in fiamme si spostò in direzione di Savona. Il giorno successivo fu trainata tra Cogoleto e Arenzano; durante l'inizio dell'operazione di traino, la parte prodiera, indebolita dalle esplosioni, si staccò dal resto dello scafo. La parte distaccatasi, lunga 95 metri, si adagiò a 470 metri di profondità (44°16′22.42″N 8°41′18.83″E).
Il mattino del 13 aprile altre esplosioni scossero il relitto, esplosioni dovute probabilmente al surriscaldamento delle cisterne non ancora interessate all'incendio. Grazie alla prontezza risolutiva dell'Ammiraglio della Marina Militare (comandante del porto di Genova) Antonio Alati, fu evitato un grave peggioramento. Egli lavorò duramente per contenere il petrolio fuoriuscito in mare (ed in fiamme), mediante la istituzione di barriere di contenimento in un'area circoscritta, ed organizzò, per quanto possibile, il recupero di una parte del greggio. Una debole brezza da settentrione, ed il mare sostanzialmente quasi calmo, limitarono lo spiaggiamento del greggio nei primi giorni del disastro; essa, inoltre, evitò che la grande nuvola di fumo nero raggiungesse gli abitati sulla costa.

### L'inabissamento e l'inquinamento della costa
Alle 9:30 del 14 aprile la petroliera concluse la sua agonia con un'ennesima esplosione, che la fece inabissare ad un miglio e mezzo dal porto di Arenzano, tra Arenzano e Cogoleto, su un fondale di circa 80 metri (44°22′25.75″N 8°41′59.58″E).
Nei giorni seguenti l'incidente, nonostante l'intervento di una eterogenea flotta di mezzi navali in missione anti-inquinamento, dai cacciatorpediniere della Marina Militare ai mezzi del porto di Genova, un debole scirocco travolgeva le barriere che i numerosi volontari avevano sistemato lungo i litorali più esposti, causando importanti spiaggiamenti di greggio da Arenzano ad Albissola Marina.
Fu il più grave disastro ecologico nel mar Mediterraneo. Bruciarono circa 90 000 tonnellate di petrolio greggio delle 144 000 presenti al momento dell'incidente oltre alle circa 1000 tonnellate di combustibile.
Una parte del carico, stimata in una quantità compresa tra 10 000 e 50 000 tonnellate, (soprattutto le componenti più dense del greggio) è deposto tuttora negli alti fondali tra Genova e Savona.
Il relitto ha la coperta a quota −54 metri, e il castello di poppa si eleva fino ad una profondità di 36 metri, che corrisponde circa al livello a cui è stato tagliato il fumaiolo, che rappresentava un pericolo per la navigazione.
Dopo otto anni, nel 1998, venne stabilito in via stragiudiziale che lo Stato italiano ricevesse 117 miliardi di lire in danni e compensazioni. Dal 2001 una commissione istituita presso l'Assessorato all'Ambiente della Regione Liguria venne incaricata di realizzare interventi e sperimentazioni di bonifica anche del relitto. Le due bonifiche di rilievo sono state quella del 2003 e quella del maggio 2008, attualmente classificata come "definitiva", comprendente il monitoraggio complessivo dello stato del relitto e il pompaggio di idrocarburi residui dai locali interni della nave.

### Il processo
Il 22 novembre 1997 una sentenza della seconda sezione penale prosciolse gli imputati e la corte dichiarò il non luogo a procedere. L’11 marzo 2000, in secondo grado, gli imputati vennero assolti con formula piena. A leggere le motivazioni della Corte di Appello, furono determinanti le deposizioni dei due testimoni-chiave: Lolis e Toumpaniaris. Messi sotto accusa dai giudici: «Toumpaniaris in particolare, in ragione del suo accanimento, del suo manifesto malanimo verso gli armatori e gli alti dirigenti della Troodos...», nonché di Lolis, «un teste in una posizione di marcato antagonismo con gli imputati, nei cui confronti ha iniziato in Grecia una causa civile per crediti vari...». Il 19 aprile 2002 la Cassazione mise fine all’intera vicenda giudiziaria: non accolse il ricorso presentato dalla Procura della Repubblica di Genova. Il caso venne chiuso: i 5 morti rimasero senza colpevoli.